# Luis Tippán
Luis Tippán (n. Cuenca - Guayaquil, 26 de marzo de 2024) fue un diseñador de moda ecuatoriano.

## Biografía

### Primeros años
Empezó de manera empírica en el mundo de la moda como diseñador fashionista, profesión que ejerció durante casi cuarenta años de su vida y sus especialidades eran la alta costura y los trajes típicos. Durante su adolescencia estudió diseño y modelaje. Primero estudió Arquitectura, pero luego decidió estudiar diseño de moda en la Escuela de Modistas del Guayas, donde dijo haber sido el único hombre en aquel momento, comenzó diseñando camisas para hombres hasta que le encargaron realizar un vestido, luego abrió un taller de nombre Atellier Luis Tippán.
Tuvo una preparación constante en el Instituto Técnicas Colombianas pues consideró que un diseñador debe renovarse y tener consultoría constante.

### Carrera
Desde 2004 fue parte de los diseñadores de la organización Miss Ecuador dirigida por María del Carmen de Aguayo, y diseñó más de 80 trajes típicos con los que reflejó la diversidad y riqueza cultural de Ecuador. Participó en eventos de moda a nivel internacional como Ecuador Fashion Week, Miami Fashion Week y ColombiaModa. También formó parte de la Asociación de Diseñadores, además de crear diseños que lucieron activistas en eventos como la Marcha del Orgullo LGBT de Guayaquil.
Para la boda real del Príncipe Felipe de Borbón y Letizia Ortiz, celebrada en 2004, diseñó el vestuario de la primera dama Ximena Bohórquez, esposa del expresidente Lucio Gutiérrez.
Su diseño ganó como mejor traje típico del Miss Ecuador en 2009. También ganó el Miss World de 2013 con su traje típico.
En noviembre de 2022 recibió un reconocimiento por su trayectoria por parte de la asambleista Gissella Molina y la diseñadora María del Mar Proaño en En contacto.

### En los medios televisivos
Fue parte del programa de televisión de los años noventa, Simplemente Mariela de TC Televisión, junto a Mariela Viteri.
En el programa de farándula De boca en boca de TC Televisión, fue parte del segmento Los jueces de la moda.
En Ecuavisa formó parte del segmento Tiburones de la moda de En contacto, y fue el asesor de imagen junto a María del Mar Proaño de Los Hackers de la Farándula en 2023.

### Vida personal
Siempre trató de mantener en secreto su fecha de nacimiento para no revelar su edad, manifestándolo con su célebre frase “las estrellas no tenemos edad ni caducidad”.

### Fallecimiento
Falleció la madrugada del 26 de marzo de 2024, en el Hospital de Infectología de Guayaquil, debido a complicaciones tras un fuerte golpe en la cabeza producto de una caída que lo mantuvo en cuidados intensivos.